# Kościół św. Jana Bożego w Warszawie

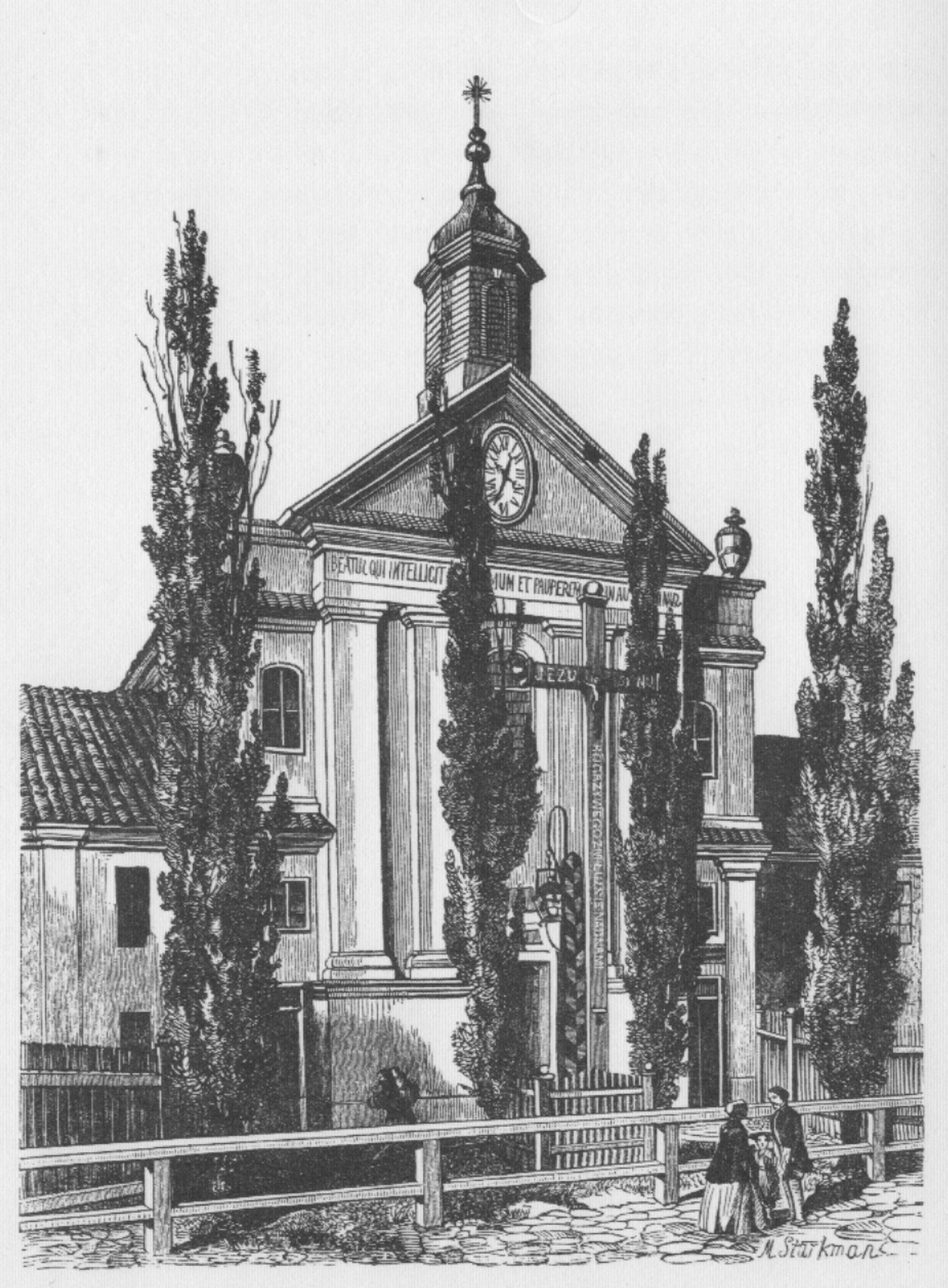
Świątynia na drzeworycie z ok. 1855 roku

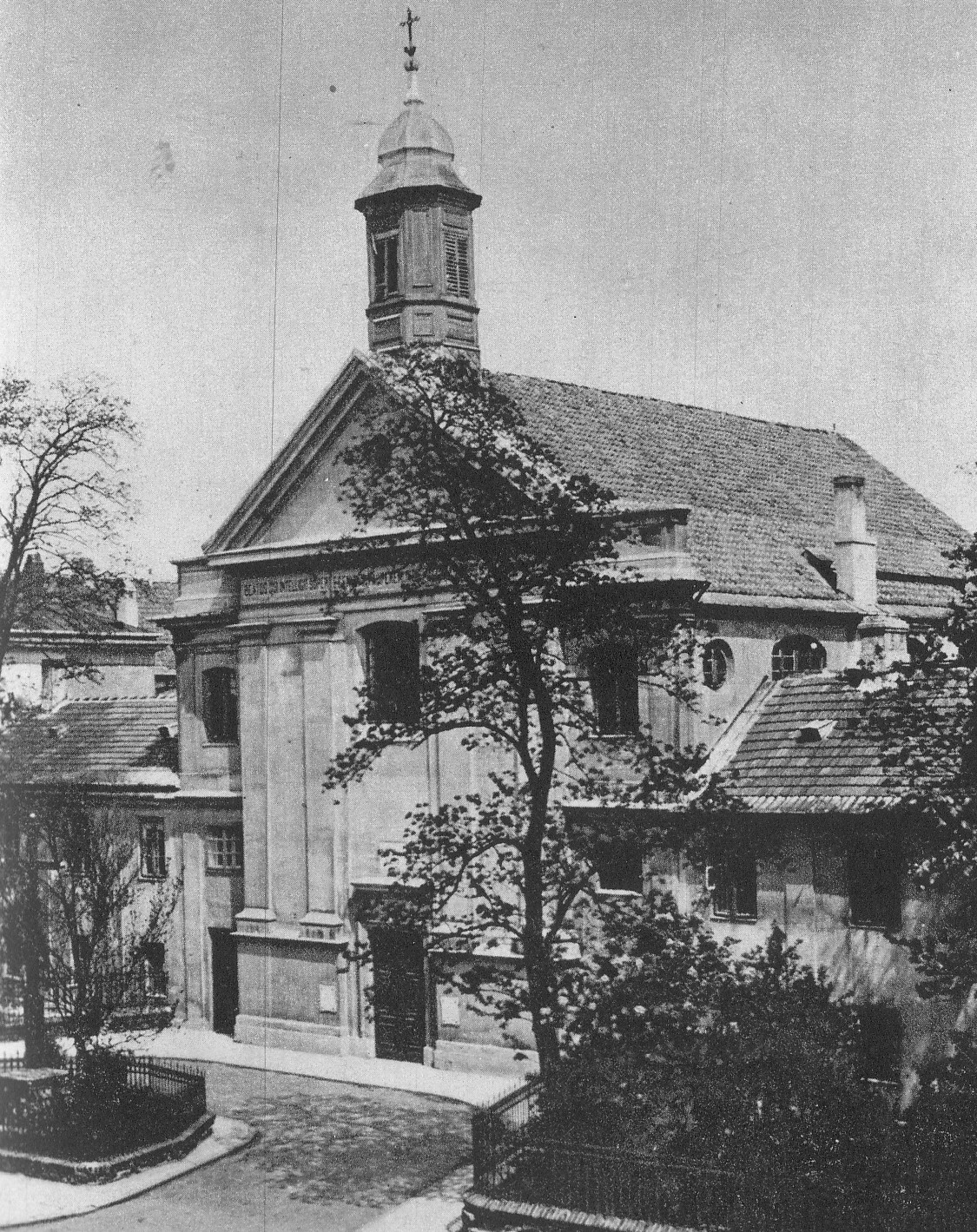
Świątynia przed 1939 rokiem

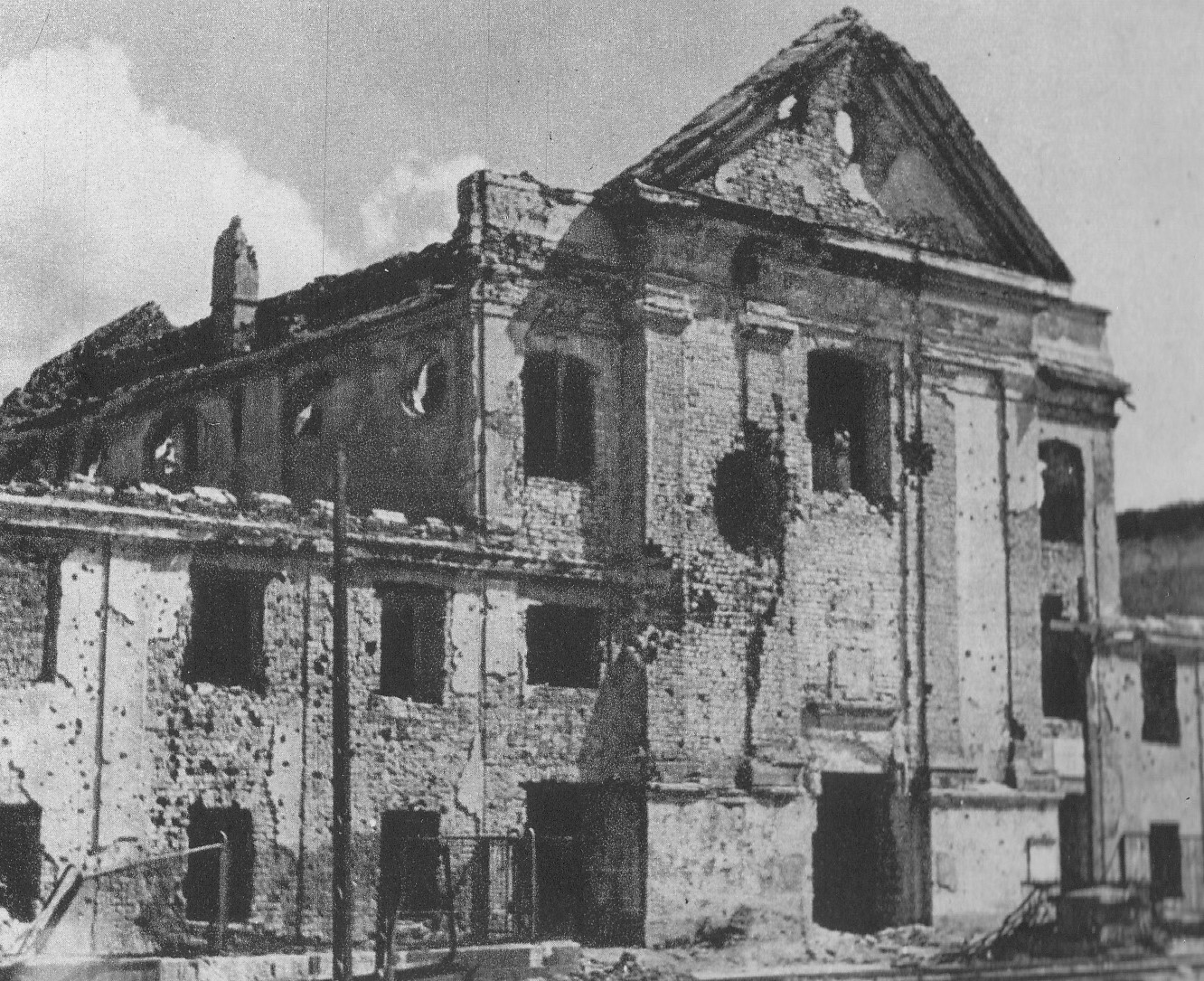
Świątynia w 1945 roku

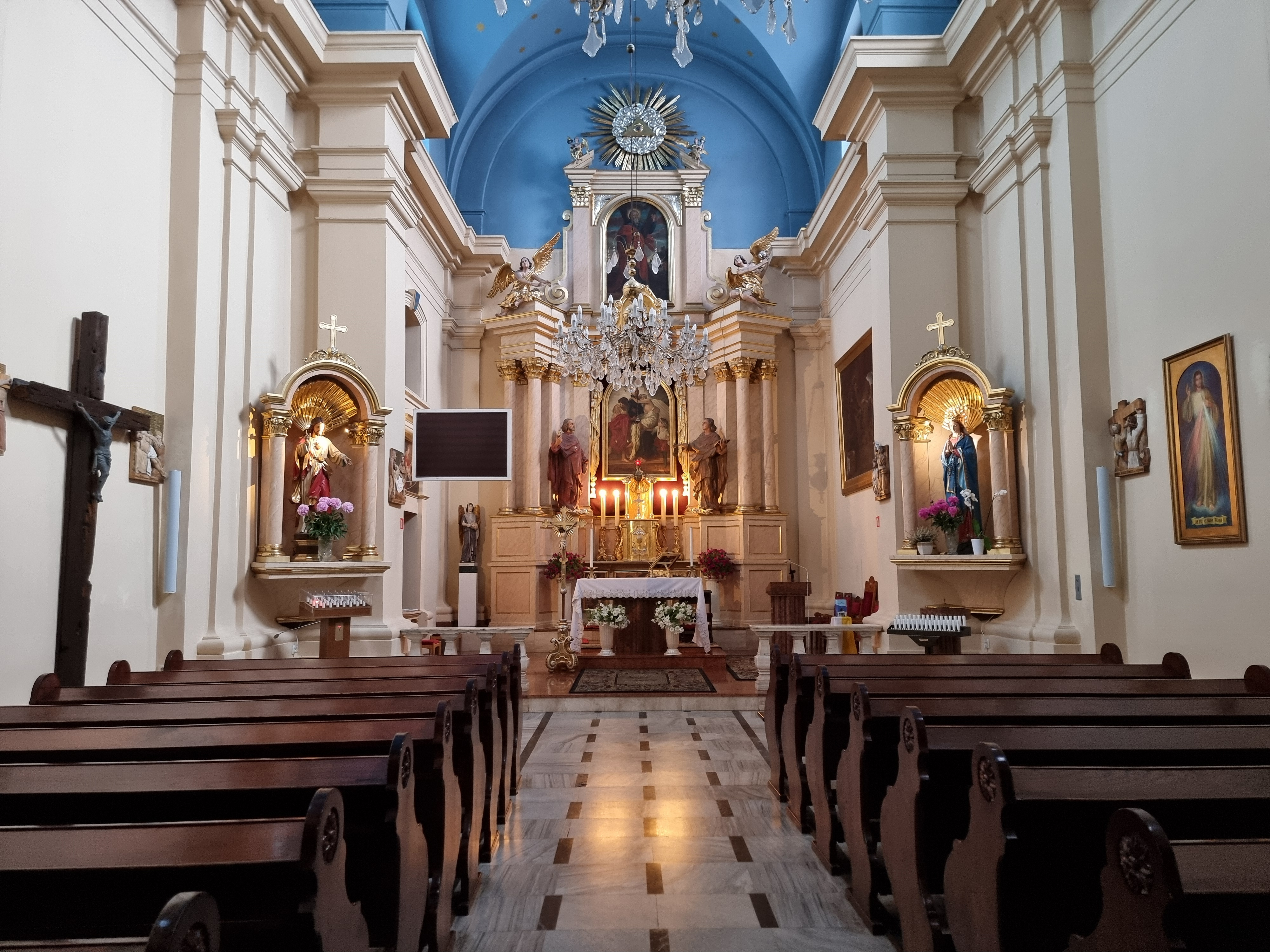
Wnętrze kościoła (2024)

Kościół św. Jana Bożego – kościół rektorski Zakonu Szpitalnego Ojców Bonifratrów znajdujący się przy ul. Bonifraterskiej 12 w Warszawie.

## Historia
Bogusław Leszczyński w 1650, w swoim miasteczku dziedzicznym Leszno pod Warszawą, ufundował kościół i klasztor bonifratellom, jak ówcześnie nazywano bonifratrów. Pierwszym przeorem klasztoru był neapolitańczyk ks. Modest Genoino, popularny w Warszawie chirurg. Fundacja była skromna a miejsce zbyt oddalone od centrum stolicy. Bonifratrów wsparli bracia Tobiasz Morsztyn – łowczy wielki koronny i Jan Andrzej Morsztyn – referendarz.

Tobiasz w swoim testamencie spisanym w 1664 rozporządził (pisownia oryginalna z pominięciem akcentów é): 

... Widząc ojców bonifratellów warszawskich na bardzo szczupłej fundacyi i w niesposobnem miejscu, daleko od miasta na Lesznie zasadzonych, na przeniesienie ich, zmurowanie kościoła i fundacyją w nich tak suffagiorum za duszę moję, jako i sustencyi chorych i ubogich, do której ex reguła obligantur zapisuję i leguję pomienionym ojcom bonifratellom warszawskim 30 000 złot. pol. … Proszę przytem Jaśnie Wielm. J.M. Pana kasztelana Wojnickiego, aby według obietnicy swej mnie uczynionej, grunt i plac przestronny i sposbny na ten conwent i kościół ojcom bonifratellom assignować i conferre za confirmatią J. K. Mości raczył.

Powyżej jest mowa o Janie Wielopolskim – kasztelanie wojnickim a obiecany Tobiaszowi Morsztynowi plac znajdował się na Wielopolu w rejonie budowanego przez Jana Jędrzeja Morsztyna pałacu zwanego saskim, czyli w rejonie obecnego placu marsz. Józefa Piłsudskiego.
Budowę kościoła i klasztoru ukończono w 1673.
Król August II Mocny w 1713 zakupił pałac Morsztyna na swoją rezydencję i zaczął przyłączać do niego sąsiadujące tereny, także teren klasztoru i kościoła bonifratrów. W związku z tym przeznaczył 12 000 talarów bitych na budowę nowego kościoła na miejscu, w którym znajduje się obecnie. Prace rozpoczęto w 1728 a kilka lat później biskup poznański Jan Tarło poświęcił kościół i klasztor.
Kiedy budowano kościół, postawiono także budynek szpitalny. Początkowo było w nim zaledwie 8 łóżek. Dopiero w 1760 książę August Czartoryski, wojewoda ruski, wybudował nową salę chorych na 34 łóżka i kilka pomieszczeń pomocniczych. Także budowniczy kościoła (architekt) Jakub Fontana w swoim testamencie z dnia 20 marca 1773 zapisał 74 000 złp. na utrzymanie i lekarstwa dla chorych. Zapis ten zatwierdził sejm delegacyjny w 1775.
Początkowo bracia zakonni (w tym prowincjał i przeor) nie byli księżmi a tylko zakrystianin i kapelan sprawowali posługę kapłańską. Z czasem bracia miłosierdzia zainteresowali się medycyną. Były prowincjał zakonu w Polsce Paschal Stirzelheimer otrzymał doktorat z medycyny w Zamościu.
Powołany w przypisach J. Bartoszewicz tak opisuje nadanie P. Stirzelheimerowi doktoratu:

Było to 23 marca 1765 r.; wszedł na katedrę Jan Nepomucen Awedyk doktor medycyny i professor zamojski i mówił długo o tem, jaki to powinien być doktor mianowicie według Hippokrata, potem wychwalał naukę i metodę księdza Paschala i jego zakonne prace. Potem zadał mu temata, wręczył oznaki nowej dostojności, i ogłosił Paschala doktorem („Wiad. Warsz”. Nr 29)

W czasie zaborów bonifratrzy byli represjonowani przez władze carskie za pomoc powstańcom z 1831 i 1863.
Podczas powstania warszawskiego kościół, szpital i budynki przyklasztorne stanowiły istotne punkty powstańczego oporu. Były bronione przez żołnierzy batalionów „Zośka”, „Parasol” i „Czata 49” do 25 sierpnia 1944. Budynki bardzo ucierpiały podczas tych walk.
Kościół został odbudowany po wojnie, pominięto jednak rekonstrukcję szpitala. We wnętrzach kościoła nie ma prawie żadnych zabytków – znajduje się w nim jedynie obraz św. Andrzeja z XVII wieku (w ołtarzu bocznym) i Najświętszej Marii Panny w ołtarzu wielkim. Są w nim także tablice memoratywne, niektóre z nich poświęcono pamięci Armii Krajowej i o. Serafinowi Klocowi, który umożliwił i wspierał odbudowę kościoła.
W 1965 roku świątynia wraz z zespołem klasztornym bonifratrów została wpisana do rejestru zabytków.
Kościół w latach 1976–2013 był kościołem parafialnym nieistniejącej już parafii pod wezwaniem św. Jana Bożego i św. Andrzeja Apostoła.